# Глущенко, Виталий Витальевич
Виталий Витальевич Глущенко (род. 14 марта 1977) — российский спортсмен, член олимпийской сборной команды России по фристайлу на Олимпиаде в Турине.